# Daddio
Daddio é um sitcom de curta existência, exibido pela rede NBC. A série, criada por Matt Berry, mesmo criador de Roseanne e Reba, e Ric Swartzwelder, criador de Hidden Hills, e estrelada por Michael Chiklis, tratava de uma família diferente de todas as outras.
A 1ª temporada da série, consistiu em apenas 5 episódios, exibidos durante a midseason, da temporada 1999-2000, com uma boa aceitação, a série foi renovada para uma 2ª temporada, sendo cancelada rapidamente, devido aos baixos índices, para uma segunda-feira sem grandes concorrentes, além disso, o seriado também não obteve aprovação da crítica.
Após o cancelamento da série, Michael Chiklis foi escalado para o papel de Vic Mackey, no drama de TV Paga, The Shield, sendo aclamado pela crítica e premiado com vários prêmios, incluindo o Globo de Ouro.
O seriado apresentou Steve Ryan, Martin Spanjers e Hilary Duff (substituída após o episódio piloto) ao mundo das séries de TV.